# Rekursive Sprache
In der theoretischen Informatik heißt eine formale Sprache {\displaystyle L} über einem Alphabet {\displaystyle \Sigma } rekursiv (entscheidbar), wenn eine Turingmaschine M existiert, die auf allen Eingaben {\displaystyle w\in \Sigma ^{*}} hält und jede Eingabe {\displaystyle w\in \Sigma ^{*}} genau dann akzeptiert, wenn {\displaystyle w\in L} ist. Der Unterschied zu den rekursiv aufzählbaren Sprachen ist definitionsgemäß, dass eine Turingmaschine für eine rekursive Sprache immer halten muss, während eine für eine rekursiv aufzählbare Sprache nur halten muss, wenn das Wort in der Sprache liegt.
Die Menge der rekursiven Sprachen stimmt mit allen bisher vorgeschlagenen Berechenbarkeitsmodellen überein. Hierzu gehören insbesondere die Goto-Berechenbarkeit und die While-Berechenbarkeit, welche aus den gängigsten Programmierkonstrukten am Computer hervorgehen. Diese Übereinstimmungen sind Ausgangspunkt für die Churchsche These. 
(Beachte: Die durch primitive Rekursion erzeugten Sprachen bilden nur eine echte Teilmenge der rekursiven Sprachen; man kann zeigen, dass dies dann die gleichen Sprachen sind, die auch durch die Loop-Berechenbarkeit erzeugt werden.)
Die Menge der rekursiven Sprachen ist echte Teilmenge der Chomsky-Typ-0-Sprachen (rekursiv aufzählbare Sprachen) und echte Obermenge der Chomsky-Typ-1-Sprachen (kontextsensitive Sprachen):
- Das Halteproblem ist rekursiv aufzählbar (Typ 0), aber nicht rekursiv
- Es gibt Sprachen, die rekursiv, aber nicht kontextsensitiv (Typ 1) sind.

Wenn es keine Turingmaschine gibt, die ein solches Entscheidungsproblem löst, so gibt es nach der Churchschen These überhaupt keinen Algorithmus für das Problem.
Man beschränkt sich bei dieser Definition auf Entscheidungsprobleme, also auf Probleme, deren Antwort nur Ja oder Nein sein kann. Es stellt sich aber heraus, dass sie trotz dieser Einschränkung meist ausreichend ist, da die zu Entscheidungsproblemen gehörenden Berechnungsprobleme meist nicht schwieriger zu lösen sind. 
Der Vorteil ist, dass man alle Entscheidungsprobleme auf Sprachen zurückführen kann; diese können u. a. durch (Chomsky-)Grammatiken beschrieben werden: Eine Eingabe w ist für ein Entscheidungsproblem P genau dann eine Lösung, wenn w in der zu P gehörigen Sprache L liegt (Wortproblem). 
Somit besteht eine Brücke zwischen dem erzeugenden Grammatik-Modell und dem akzeptierenden Automaten-Modell. In der Tat kann man zu jeder Chomsky-Grammatik-Klasse eine Automatenklasse finden, die genau die Sprachen der jeweiligen Klasse akzeptiert und umgekehrt (Chomsky-Hierarchie).
Die Nicht-Rekursivität einer Sprache kann man mittels des Satzes von Rice nachweisen.